# مالك بابو (صحرا بردسكن)
مالك بابو (بالفارسية: ملک بابو) هي قرية تقع في إيران في قسم صحرا الريفي.